# George Sisler
George Harold Sisler (Manchester, 24 marzo 1893 – Richmond Heights, 26 marzo 1973) è stato un giocatore di baseball e allenatore di baseball statunitense che ha giocato nel ruolo di prima base nella Major League Baseball (MLB). È stato introdotto nella National Baseball Hall of Fame nel 1939.

## Carriera
Sisler debuttò nelle major league come lanciatore per i St. Louis Browns nel 1915. Ebbe un record in carriera di 5–6 con 2.35 di media PGL in apparizioni sul monte di lancio. In due occasioni sconfisse Walter Johnson disputando due gare complete. Nel 1916 venne spostato nel ruolo di prima base, terminando con una media battuta sopra .300 per la prima di sette stagioni consecutive. Inoltre ebbe 34 basi rubate quell'anno; avrebbe rubato almeno 28 basi in ogni stagione sino al 1922.

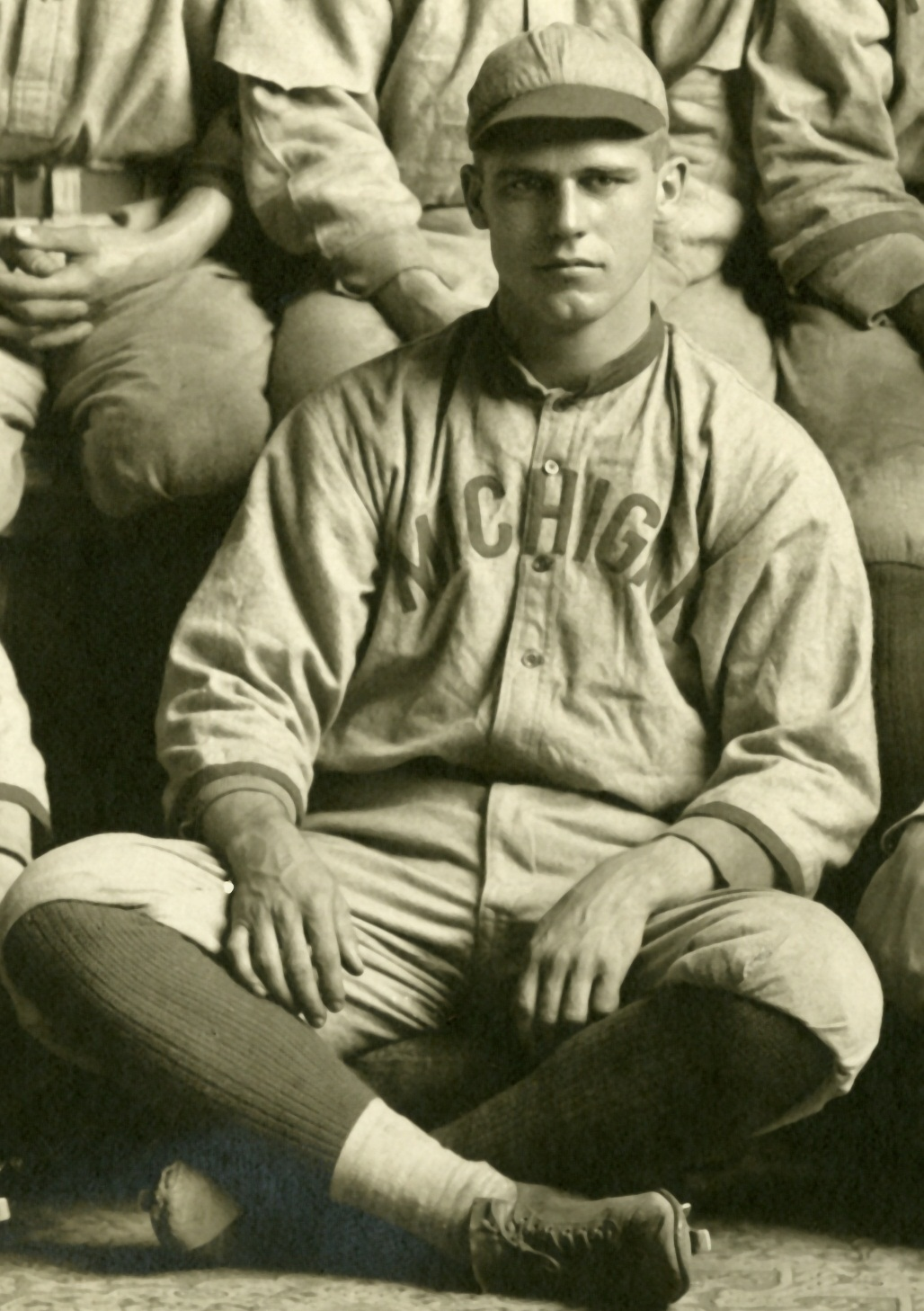
Sisler nel 1914

Nel 1917 Sisler batté con .353, fece registrare 190 valide e rubò 37 basi. L'anno successivo batté con .341 e guidò la lega con 45 basi rubate. In seguito si arruolò nell'Esercito, unendosi a diversi altri giocatori della MLB nell'unità della Chemical Warfare Service comandata da Branch Rickey. Sisler si stava preparando per recarsi oltremare quando la prima guerra mondiale finì.
Nel 1920 Sisler giocò ogni inning di ogni singola gara. Rubò 42 basi (secondo nell'American League), guidando la MLB con 257 valide per una media battuta di .407, chiudendo l'anno battendo con.442 in agosto e .448 a settembre. La sua media battuta fu la più alta di sempre per un giocatore con almeno 600 turni in battua. Nel battere il primato di Ty Cobb del 1911 per valide in una stagione Sisler stabilì un record che resistette fino al 2004, quando fu superato dalle 262 di Ichirō Suzuki (Suzuki, tuttavia, disputò 161 partite quell'anno sulle 162 disponibili, mentre all'epoca di Sisler il calendario era di 154 gare). Sisler finì secondo nella AL in doppi e tripli, oltre che secondo, dietro a Babe Ruth, in punti battuti a casa (RBI) e fuoricampo.

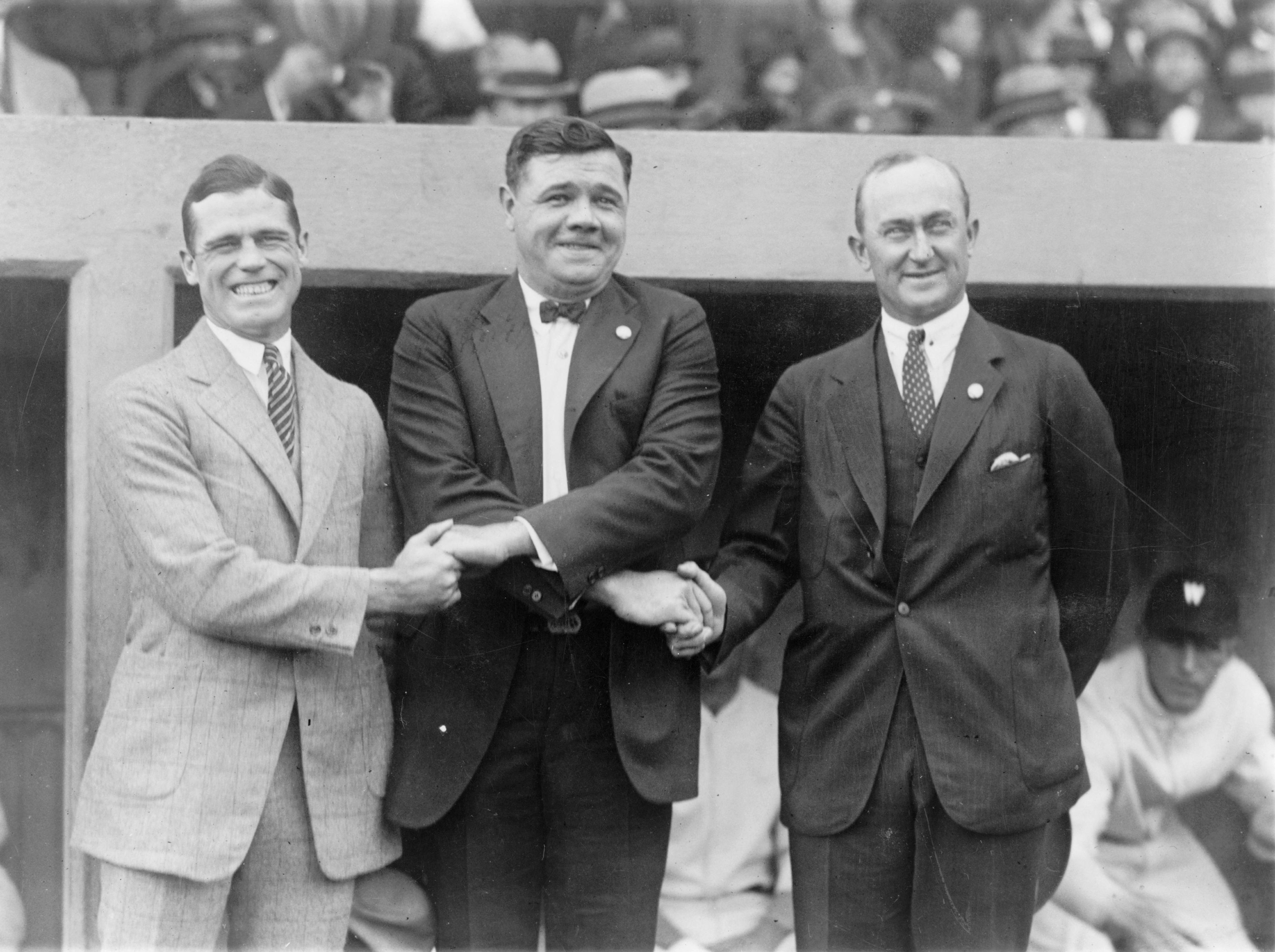
George Sisler, Babe Ruth e Ty Cobb nel 1924

Nel 1922 Sisler batté una valida per 41 gare consecutive, un record dell'American League che resistette fino a quando Joe DiMaggio lo superò nel 1941. La sua media battuta .420 fu la terza più alta del XX secondo, superata solo dal .424 di Rogers Hornsby's .424 nel 1924 e dal .426 di Nap Lajoie nel 1901. Qyell'anno fu premiato come MVP dell'American League, con i Browns che terminarono secondi dietro ai New York Yankees. Sisler guidò anche la lega con 134 punti segnati e batté diciotto tripli per il terzo anno consecutivo.
Un grave attacco di sinusite costrinse Sisler a perdere l'intera stagione 1923. Anche se non tornò più ai livelli precedenti, quell'anno continuò a battere sopra .300. Nel 1927 guidò la AL in basi rubate per la quarta volta. L'anno seguente i Browns cedettero ai Washington Senators, che a loro volta in maggio lo cedettero ai Boston Braves. Dopo avere battuto in tre anni a Boston con .340, .326 e .309 concluse la sua carriera nella MLB. Nel 1999 Sisler fu inserito da The Sporting News‍ al 33º posto nella classifica dei migliori cento giocatori di tutti i tempi.

## Palmarès
- MVP dell'American League: 1

1922
- Miglior battitore dell'American League: 2

1920, 1922
- Leader dell'American League in basi rubate: 4

1918, 1921, 1922, 1927